# Viola wansanensis
Viola wansanensis är en violväxtart som beskrevs av Yong No Lee. Viola wansanensis ingår i släktet violer, och familjen violväxter. Inga underarter finns listade i Catalogue of Life.